# Cris Collinsworth
Anthony Cris Collinsworth (Dayton, 27 gennaio 1959) è un ex giocatore di football americano statunitense che ha giocato nel ruolo di wide receiver per tutta la carriera con i Cincinnati Bengals della National Football League. Fu scelto nel corso del secondo giro (37º assoluto) del Draft NFL 1981 dai Bengals. Al college giocò a football all'Università della Florida. Dopo la carriera professionistica ha intrapreso il ruolo di commentatore televisivo del football, venendo premiato con un Emmy Award.

## Carriera professionistica
Collinsworth fu scelto dai Cincinnati Bengals  nel corso del secondo giro del Draft 1981 e con essi disputò tutte le otto stagioni della carriera professionistica. Superò per quattro volte le mille yard ricevute in stagione (nel 1981, 1983, 1985, and 1986) e fu convocato per il Pro Bowl per tre volte (1981, 1982 e 1983). Alto 196 cm, Collinsworth era spesso molto più alto dei cornerback avversari che lo marcavano. Inoltre poteva contare su una notevole velocità.
Nel Super Bowl XVI, Collinsworth ricevette 4 passaggi per 107 yard ma commise anche un fumble costoso quando fu colpito dal defensive back dei  San Francisco 49ers Eric Wright.
Nel 1985, Collinsworth firmò coi Tampa Bay Bandits della United States Football League, ma il contratto fu annullato quando durante le visite mediche gli fu riscontrato un problema alla caviglia. Fece ritorno ai Bengals con cui giocò fino alla stagione 1988, ricevendo tre passaggi per 40 yard nel Super Bowl XXIII, l'ultima gara della sua carriera.

## Palmarès

### Franchigia
- American Football Conference Championship: 2

Cincinnati Bengals: 1981, 1988

### Individuale
- Convocazioni al Pro Bowl: 3

1981, 1982, 1983
- First-Team All-Pro: 1

1983
- Second-Team All-Pro: 3

1981, 1982, 1985
- PFWA All-Rookie Team - 1981

## Statistiche
| Partite totali      | 107   |
| Partite da titolare | 90    |
| Ricezioni           | 417   |
| Yard ricevute       | 6.698 |
| Touchdown           | 36    |